# Edika
Edika, Edeko vagy Edekon (? – 469) a szkírek kicsiny germán népének vezetője volt az 5. században. Attila hun nagykirály udvari főembere. Az utolsó nyugatrómai császárt megbuktató Odoaker apja. Kisebbik fia Hunvulf névre hallgatott.

## Élete
A történettudomány a Kr. u. 5. századból három, hasonló nevű szereplőt ismer.
- Edekon (Έδέκων), Attila hun hadvezére. Priszkosz rétor tudósítása szerint ő vezette Flavius Orestes társaként a hun király követségét 449-ben Konstantinápolyba, ahol II. Theodosius császár és Khrüszaphiosz Ztommasz főminiszter vesztegetéssel rávette, hogy ölje majd meg Attilát. Orestes azonban gyanút fogott, s emiatt félelmében Edikon maga fedte fel az összeesküvést Attila előtt, így sikerült a saját életét megmentenie.
- Edika, a szkírek törzsfőnöke vagy királya, aki segédcsapataival támogatta Attila hadjáratait. Attila halála után a Duna–Tisza közének déli részén foglalt szkírjeivel magának országot. Jordanes szerint a 469 körül vívott Bolia menti csata során a szkírek vereséget szenvedtek a keleti gótoktól, Edika is elesett.
- Idikon vagy Edico, Odoaker apja.

A történészek többsége elfogadja, hogy a három név egyetlen személyt takar. Mások vitatják, hogy Priszkosz hun Edekonja ugyanaz lehetett-e, mint Jordanes germán Edikája. Az ellentét áthidalható, hisz a germán (osztrogót, herul, gepida) vezetőréteg belesimult a Hun Birodalomba, ezt mutatja többek között Edika fia, Hunvulf neve is.

## Régészeti vonatkozások
Érdekesség: Kiss Attila régész kísérletet tett Edika személyének a Magyar Nemzeti Múzeumban őrzött sárvízi pajzskerettel történő összekapcsolására. Jordanes feltételezése szerint a szkír király az osztrogótok elleni boliai csatában eshetett el 469 körül. Kiss a Iordanesnél említett Bolia folyót a Sárvízzel azonosítja. Elméletének óvatos kezelésére maga szólított föl.